# سوپر جام فوتبال روسیه

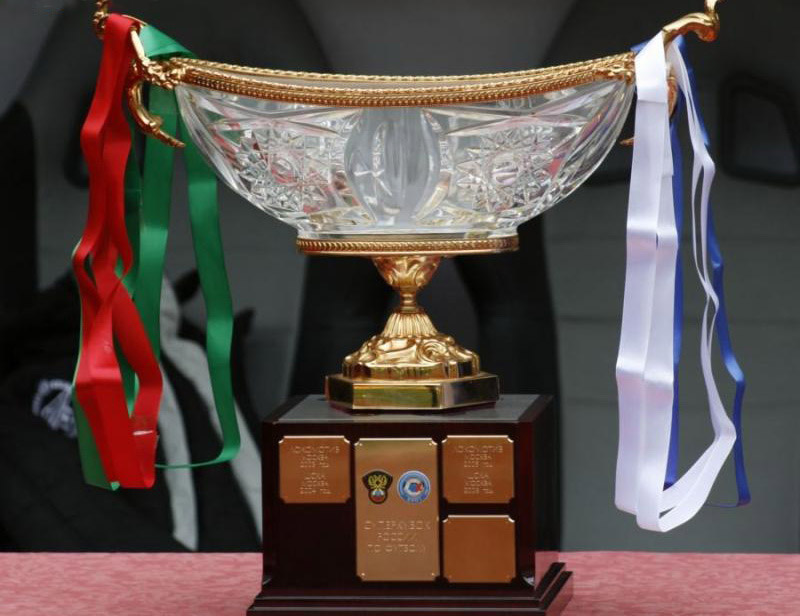
نمایی از کاپ سوپر جام فوتبال روسیه

سوپر جام فوتبال روسیه (به روسی:Суперкубок России) رقابتی که سالانه مابین قهرمان لیگ برتر روسیه و قهرمان جام حذفی فوتبال روسیه برگزار می‌شود.
اولین دوره این مسابقات در سال ۲۰۰۳ میلادی انجام شده است. باشگاه فوتبال زسکا مسکو با ۷ قهرمانی پر افتخارترین تیم این رقابت به حساب می‌آید.

## بازی ها[۱]
| فصل         | قهرمان           | نتیجه                       | نایب قهرمان      | تعداد تماشاگران |
| ----------- | ---------------- | --------------------------- | ---------------- | --------------- |
| ۲۰۰۳ جزئیات | لوکوموتیو مسکو   | ۱ – ۱(و.ا.) ۴– ۳(پنالتی)    | زسکا موسکو       | ۱۵،۰۰۰          |
| ۲۰۰۴ جزئیات | زسکا موسکو       | ۱-۳ (و.ا.)                  | اسپارتاک موسکو   | ۱۸،۰۰۰          |
| ۲۰۰۵ جزئیات | لوکوموتیو مسکو   | ۰-۱                         | احمد گروزنی      | ۱۱،۰۰۰          |
| ۲۰۰۶ جزئیات | زسکا موسکو       | ۲-۳                         | اسپارتاک موسکو   | ۴۳،۰۰۰          |
| ۲۰۰۷ جزئیات | زسکا موسکو       | ۲-۴                         | اسپارتاک مسکو    | ۴۵،۰۰۰          |
| ۲۰۰۸ جزئیات | زنیت سن پترزبورگ | ۱-۲                         | لوکوموتیو مسکو   | ۴۸،۰۰۰          |
| ۲۰۰۹ جزئیات | زسکا مسکو        | ۱-۲ (و.ا.)                  | روبین کازان      | ۱۵،۰۰۰          |
| ۲۰۱۰ جزئیات | روبین کازان      | ۰-۱                         | زسکا مسکو        | ۱۷،۰۰۰          |
| ۲۰۱۱ جزئیات | زنیت سن پترزبورگ | ۰-۱                         | زسکا مسکو        | ۲۶،۰۰۰          |
| ۲۰۱۲ جزئیات | روبین کازان      | ۰-۲                         | زنیت سن پترزبورگ | ۱۶،۰۰۰          |
| ۲۰۱۳ جزئیات | زسکا موسکو       | ۰-۳                         | زنیت سن پترزبورگ | ۱۶،۰۰۰          |
| ۲۰۱۴ جزئیات | زسکا مسکو        | ۱-۳                         | روستوف           | ۱۳،۱۵۰          |
| ۲۰۱۵ جزئیات | زنیت سن پترزبورگ | ۱ – ۱ (و.ا.) ۴ – ۲ (پنالتی) | لوکوموتیو مسکو   | ۱۷،۳۳۷          |
| ۲۰۱۶ جزئیات | زنیت سن پترزبورگ | ۰-۱                         | زسکا مسکو        | ۲۲،۰۰۰          |
| ۲۰۱۷ جزئیات | اسپارتاک موسکو   | ۱-۲ (و.ا.)                  | لوکوموتیو مسکو   | ۲۴،۴۴۴          |
| ۲۰۱۸ جزئیات | زسکا موسکو       | ۰-۱ (و.ا.)                  | لوکوموتیو مسکو   | ۴۳،۳۱۹          |
| ۲۰۱۹ جزئیات | لوکوموتیو مسکو   | ۲-۳                         | زنیت سن پترزبورگ | ۲۱،۳۸۲          |
| ۲۰۲۰ جزئیات | زنیت سن پترزبورگ | ۱-۲                         | لوکوموتیو مسکو   | ۵،۹۴۲           |
| ۲۰۲۱ جزئیات | زنیت سن پترزبورگ | ۰-۳                         | لوکوموتیو مسکو   | 1۱۶،۳۸۸         |

## آمار تیم‌ها[۳][۱]
| باشگاه           | قهرمانی                                | نایب قهرمانی                      |
| ---------------- | -------------------------------------- | --------------------------------- |
| زسکا مسکو        | ۲۰۰۴،۲۰۰۶،۲۰۰۷،۲۰۰۹ ۲۰۱۳،۲۰۱۴،۲۰۱۸ (۷) | ۲۰۰۳،۲۰۱۰،۲۰۱۱،۲۰۱۶ (۴)           |
| زنیت سن پترزبورگ | ۲۰۰۸،۲۰۱۱،۲۰۱۵،۲۰۱۶ ۲۰۲۰،۲۰۲۱ (۶)      | ۲۰۱۲،۲۰۱۳،۲۰۱۹ (۳)                |
| لوکوموتیو مسکو   | ۲۰۰۳،۲۰۰۵،۲۰۱۹ (۳)                     | ۲۰۰۸،۲۰۱۵،۲۰۱۷،۲۰۱۸ ۲۰۲۰،۲۰۲۱ (۶) |
| روبین کازان      | ۲۰۱۰،۲۰۱۲ (۲)                          | ۲۰۰۹ (۱)                          |
| اسپارتاک مسکو    | ۲۰۱۷ (۱)                               | ۲۰۰۴،۲۰۰۶،۲۰۰۷ (۳)                |
| ترک گروزنی       | (۰)                                    | ۲۰۰۵ (۱)                          |
| روستوف           | (۰)                                    | ۲۰۱۴ (۱)                          |
| کل               | 19                                     | 19                                |

## آمارهای بازیکن
| بازیکن          | سال‌های قهرمانی                               | نایب قهرمانی   |
| --------------- | -------------------------------------------- | -------------- |
| سرگئی ایگناشویچ | ٬۲۰۰۳ ٬۲۰۰۴ ٬۲۰۰۶ ٬۲۰۰۷ ٬۲۰۰۹ ٬۲۰۱۳ ۲۰۱۴ (۷) | ٬۲۰۱۰ ۲۰۱۱ (۲) |